# Kornplatz (Chur)

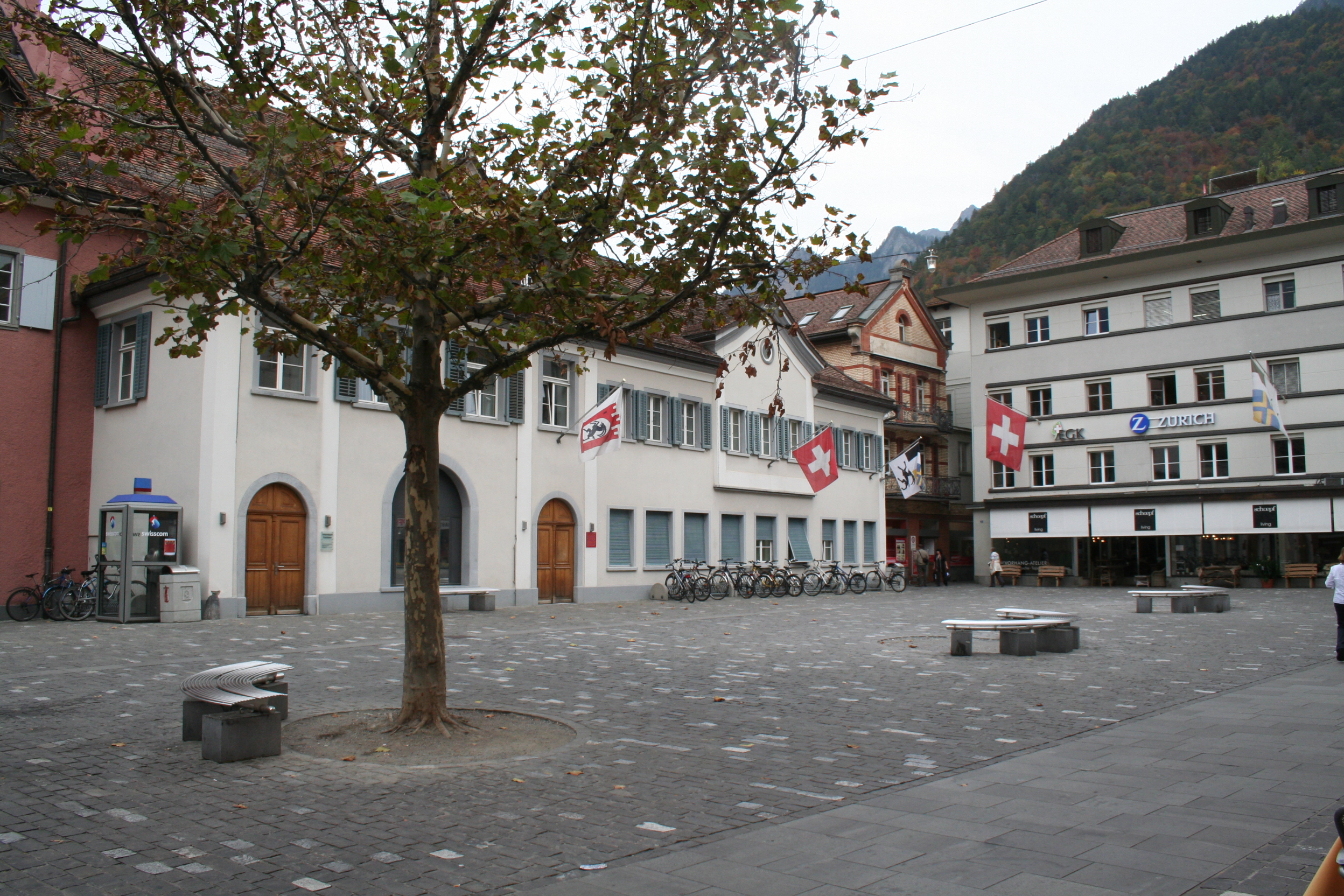
Kornplatz

Der Kornplatz ist ein grosser verkehrsfreier Platz südlich der Post mitten in der Churer Altstadt. Sein früherer Name war Klosterplatz, benannt nach dem im Norden angrenzenden ehemaligen Dominikanerkloster St. Nicolai. Die Umbenennung erfolgte um 1672 mit der Aufhebung des Klosters und mit der Anlegung von Kornspeichern. 1827/28 wurden Chorpolygon, Seitenkapelle und Kirchturm des Klosters abgebrochen und das Amtshaus erstellt, das heute den Kornplatz im Norden begrenzt. Architekt war Karl David Lindenmayer.
Seit 1840 besteht der Kornspeicher nach Aufgabe des städtischen Monopols nicht mehr, nur der Name des Platzes hat sich erhalten.
Als Marktplatz dient der Kornplatz seit dem 20. Jahrhundert nicht mehr; heute wird er in der Stadtplanung als Bindeglied zwischen Alt- und Neustadt gesehen. Am Haus Nummer 2 finden sich Fassadenmalereien von Alois Carigiet aus dem Jahr 1955. Es wurde 2017 letztmals renoviert.
Im Spiel Monopoly ist in der Schweizer Ausgabe der Kornplatz der günstigste Ort.